# Nemoscolus obscurus
Nemoscolus obscurus är en spindelart som beskrevs av Simon 1897. Nemoscolus obscurus ingår i släktet Nemoscolus och familjen hjulspindlar. Inga underarter finns listade i Catalogue of Life.